# Занарочский сельсовет
Зана́рочский сельсовет — административная единица на территории Мядельского района Минской области Республики Беларусь. Административный центр — агрогородок Занарочь.

## Состав
Занарочский сельсовет включает 31 населённый пункт:
- Бережные — деревня
- Болтогузы — деревня
- Боярновичи — деревня
- Буйки — деревня
- Волчино — деревня
- Железники — деревня
- Занарочь — агрогородок
- Иванки — деревня
- Карабаны — деревня
- Каракуличи — деревня
- Колодино — деревня
- Континенты — деревня
- Митиненты — деревня
- Мокрица — деревня
- Неверовичи — деревня
- Носовичи — деревня
- Островляны — деревня
- Помошье — деревня
- Проньки — деревня
- Селятки — деревня
- Сидоровичи — деревня
- Старлыги — агрогородок
- Стаховцы — деревня
- Сурвилы — деревня
- Сырмеж — агрогородок
- Хмылки — деревня
- Хоневичи — деревня
- Черемшицы — деревня
- Шеметово — деревня
- Шеметово — хутор
- Яневичи — деревня

## Производственная сфера
- ОАО «Занарочанский»
- Участок филиала «ДЭУ № 66»
- Участок филиала «ДРСУ-133»
- Очистные сооружения д. Мокрица
- ЧУП «ЭкоДомСтрой» д. Стаховцы
- Газораспределительная станция д. Колодино
- ПАСП № 11

## Социально-культурная сфера
- Учреждения образования: ГУО «Занарочская СШ», д/с № 13 аг. Занарочь
- Учреждения культуры: Дом культуры аг. Занарочь, сельская библиотека аг. Занарочь
- Учреждения здравоохранения: Амбулатория аг. Занарочь